# Anastasija Kuz'mina (ballerina)
Anastasija Kuz'mina, conosciuta anche come Anastasia Kuzmina (in ucraino Анастасія Кузьміна?; Kiev, 21 marzo 1993), è una ballerina, personaggio televisivo e conduttrice televisiva ucraina naturalizzata italiana.

## Biografia
Nata in Ucraina, si trasferisce con la famiglia in Italia, a Bologna. Nel 2009 sale sul podio ai Campionati Italiani categoria 16/18 anni, mentre l'anno successivo vince la Coppa e la Supercoppa di danze latine e disputa la finale dei Campionati Italiani. Il suo ultimo successo risale al 2010, quando gareggia nella semifinale under 21 di danza latina a Blackpool.
Nel 2012 partecipa come insegnante di ballo all'ottava edizione del programma televisivo Ballando con le stelle, in onda su Rai Uno, che vince in coppia con l'attore Andrés Gil, e, sempre in coppia con Gil, a Ballando con te, classificandosi al terzo posto. In autunno la coppia partecipa anche al reality show Pechino Express, condotto da Emanuele Filiberto di Savoia, arrivando seconda.
Nel 2013 conduce ancora con Gil lo speciale della nona edizione di Ballando con le stelle. Nel 2013 inizia il programma televisivo Anastasia Love Dance, in onda su DeA Kids (canale 601 di Sky), via di mezzo tra una sit-com per ragazzi e un tutorial per imparare a danzare. A teatro, dal maggio 2014, è protagonista della commedia brillante Una Scelta non... Chiara, di Giovanni Gotti e Eugenio Maria Bortolini. In ottobre torna a far parte del cast di Ballando con le stelle affiancando il cantante neomelodico Tony Colombo, ma i due vengono eliminati nel corso della sesta puntata e poi, definitivamente, nell'ottava, durante il ripescaggio. Nell'undicesima edizione è capitana della squadra vincitrice di Ballando con te, segmento all'interno delle puntate del programma principale dedicato ai ballerini non appartenenti al mondo dello spettacolo.
Nel 2017 partecipa alla dodicesima edizione di Ballando con le stelle, in coppia con Fabio Basile. La coppia arriva al secondo posto e conquista la medaglia d'argento.
Nel 2018, alla tredicesima edizione di Ballando con le stelle, fa coppia con il surfista Francisco Porcella, conquistando il secondo posto nella finale del 19 maggio.
Da marzo 2019 conduce il programma dedicato al ballo Happy Dance su Rai Gulp insieme a Lorenzo Branchetti.
Nel 2019 prende parte alla quattordicesima edizione di Ballando con le stelle assieme all'attore Angelo Russo, con cui raggiunge finale e quinta posizione. 
Anche nel 2020 partecipa come insegnante alla quindicesima edizione di Ballando con le stelle, questa volta con il pugile Daniele Scardina, classificandosi quarta.

## Vita privata
Nel 2018 ha avuto una relazione con il surfista Francisco Porcella, suo allievo a Ballando con le stelle.

## Televisione

### Ballando con le stelle
- Ballando con le stelle 8 (Rai 1, 2012) – vincitrice, in coppia con Andrés Gil
- Ballando con te (Rai 1, 2012) – terza classificata, in coppia con Andrés Gil
- Ballando con le stelle 10 (Rai 1, 2014) – ottava classificata, in coppia con Tony Colombo
- Ballando con te 2 (Rai 1, 2016) – vincitrice con il ballerino Giuseppe Guercia
- Ballando con le stelle 12 (Rai 1, 2017) – seconda classificata, in coppia con Fabio Basile
- Ballando con le stelle 13 (Rai 1, 2018) – seconda classificata, in coppia con Francisco Porcella
- Ballando con le stelle 14 (Rai 1, 2019) – quinta classificata, in coppia con Angelo Russo
- Ballando con le stelle 15 (Rai 1, 2020) – quarta classificata, in coppia con Daniele Scardina
- Ballando con le stelle 16 (Rai 1, 2021) – quinta classificata, in coppia con Federico Lauri
- Ballando con le stelle 17 (Rai 1, 2022) – ottava classificata, in coppia con Lorenzo Biagiarelli
- Ballando con le stelle 18 (Rai 1, 2023) – terza classificata, in coppia con Teo Mammucari
- Ballando con le stelle 19 (Rai 1, 2024) – quinta classificata, in coppia con Francesco Paolantoni
- Sognando... Ballando con le stelle (Rai 1, 2025) - vincitrice, in coppia con Chiquito

### Altro
- Pechino Express – Avventura in Oriente (Rai 1, 2012) – seconda classificata, in coppia con Andrés Gil
- Anastasia Love Dance (DeA Kids, Super! 2013-2014) – conduttrice
- Ballando on the Road (Rai 1, 2017, 2024) – co-conduttrice
- Dance Battle, Just4Like (videoclip, 2017)
- Happy Dance (Rai Gulp, 2019) – conduttrice